# Janet Beecher
Janet Beecher (21 de octubre de 1884 – 6 de agosto de 1955) fue una actriz teatral y cinematográfica de nacionalidad estadounidense.

## Biografía

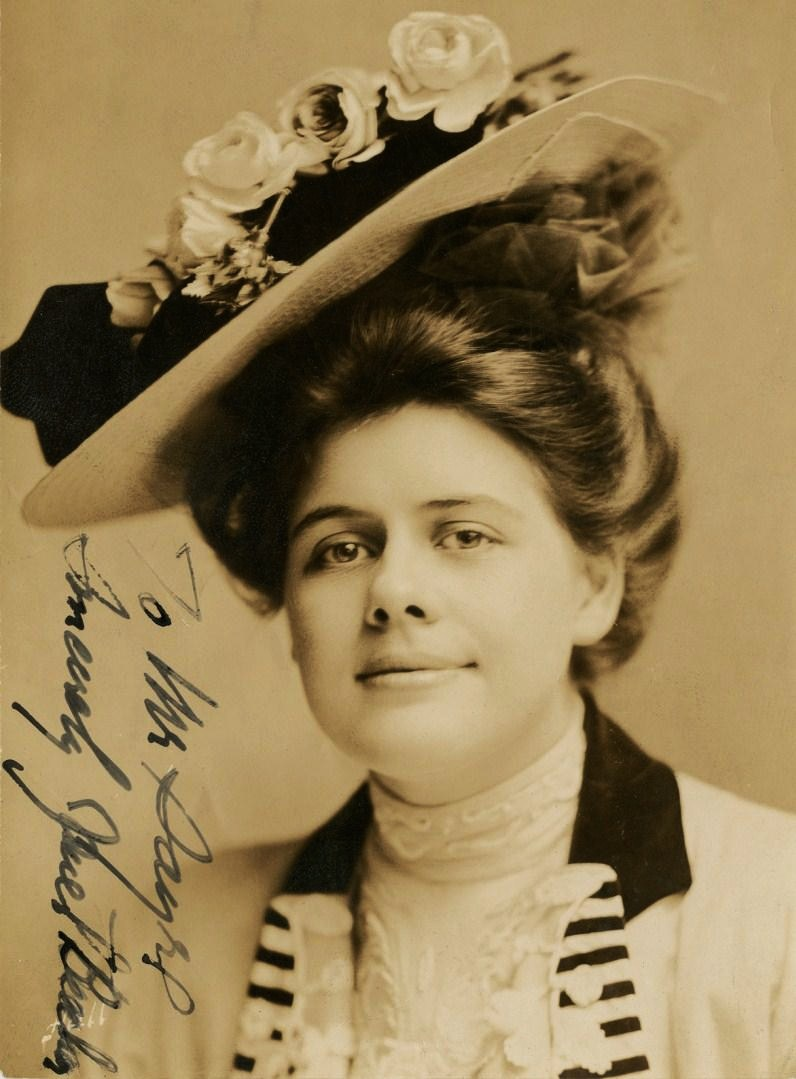
Beecher en 1906

Nacida en Jefferson City, Misuri (Estados Unidos), su verdadero nombre era Janet Meysenburg, y era hermana de la también intérprete Olive Wyndham. Inició su carrera como actriz teatral, actuando en el circuito de Broadway (Nueva York) en 23 piezas representadas entre 1905 y 1932 (más una opereta en 1913). De este primer período destaca Fair and Warmer, de Avery Hopwood (con Madge Kennedy y Ralph Morgan), obra que tuvo un total de 377 funciones entre 1915 y 1916.
Excepto un único film mudo de origen teatral estrenado en 1915, ella participó en 48 producciones cinematográficas estadounidenses, la primera rodada en 1933, y la última de 1943. Destacan de entre ellas The Dark Angel (de Sidney Franklin, 1935, con Fredric March y Merle Oberon), Big City (de Frank Borzage, 1937, con Luise Rainer y Spencer Tracy), El signo del Zorro (de Rouben Mamoulian, 1940, con Tyrone Power y Linda Darnell), o Las tres noches de Eva (de Preston Sturges, 1941, con Barbara Stanwyck y Henry Fonda).
Tras su retirada de la gran pantalla, Janet Beecher volvió a Broadway con sus dos últimas obras, la primera representada en junio de 1944, y la segunda, Feu George Apley, de John P. Marquand y George S. Kaufman, pieza que protagonizó junto a Leo G. Carroll, y que se representó un total de 384 ocasiones desde noviembre de 1944 a noviembre del año siguiente.
Finalmente, hizo una única actuación televisiva, en un episodio de la serie Lux Video Theatre, emitido en 1952, tres años antes de su muerte, acaecida en 1955 en Washington, Connecticut, a causa de un infarto agudo de miocardio). Sus restos fueron incinerados.

## Teatro en Broadway (íntegro)
- 1905: The Education of Mr. Ripp, de Augustus Thomas
- 1908: The Regeneration, de Owen Kildare y Walter Hackett
- 1908: His Wife's Family, de George Egerton
- 1909: The Bachelor, de Clyde Fitch
- 1909: The Intruder, de Thompson Buchanan
- 1909-1910: The Lottery Man, de Rida Johnson Young
- 1910-1911: The Concert, de Hermann Bahr, adaptación de Leo Ditrichstein, producción de David Belasco
- 1912: The Woman of It, de Frederick Lonsdale
- 1913: Napoleon und die Frauen, de Heinrich Reinhardt, adaptación musical de William Frederick Peters, letra y libreto de Fred De Gresac y William Carey Duncan
- 1913: The Great Adventure, de Arnold Bennett
- 1915: The Fallen Idol, de Guy Bolton
- 1915-1916: Fair and Warmer, de Avery Hopwood
- 1916: Under Sentence, de Roy Cooper Megrue y Irvin S. Cobb
- 1917-1918: The Pipes of Pan, de Edward Childs Carpenter
- 1918: Double Exposure, de Avery Hopwood
- 1919: The Woman in Room 13, de Samuel Shipman, Max Marcin y Percival Wilde
- 1920: The Cat-Bird, de Rupert Hughes
- 1920: Call the Doctor, de Jean Archibald, escenografía de David Belasco
- 1921-1922: A Bill of Divorcement, de Clemence Dane, escenografía de Basil Dean
- 1922-1923: L'Enfant de l'amour, de Henry Bataille, adaptación de Martin Brown
- 1924: The Steam Roller, escrita y dirigida por Laurence Eyre
- 1925: Ostriches, de Edward Wilbraham
- 1925: A Kiss in a Taxi, de Maurice Hennequin y Pierre Veber, adaptación de Clifford Grey
- 1928-1929: Courage, de Tom Barry
- 1932: Men Must Fight, de Reginald Lawrence y S. K. Lauren
- 1944: Slightly Scandalous, escrita y dirigida por Frederick Jackson
- 1944-1945: The Late George Apley, de John P. Marquand y George S. Kaufman

## Filmografía

### Cine (selección)

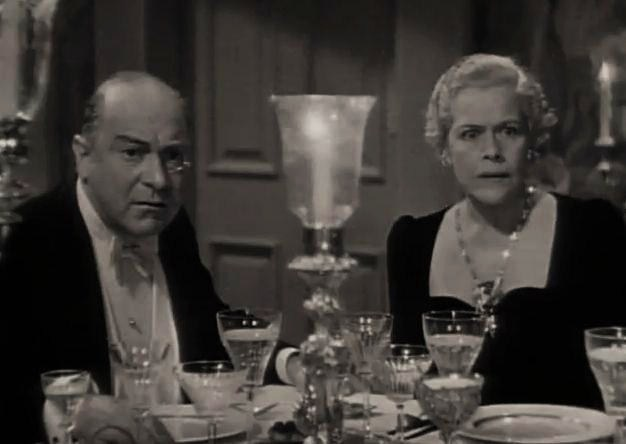
Con Eric Blore en Las tres noches de Eva (1941)

| - 1915: Fine Feathers, de Joseph A. Golden - 1933: Gallant Lady, de Gregory La Cava - 1934: The Last Gentleman, de Sidney Lanfield - 1934: The President Vanishes, de William A. Wellman - 1934: The Mighty Barnum, de Walter Lang - 1935: So Red the Rose, de King Vidor - 1935: The Dark Angel, de Sidney Franklin - 1935: Let's Live Tonight, de Victor Schertzinger - 1935: Village Tale, de John Cromwell - 1936: I'd Give My Life, de Edwin L. Marin - 1936: Love Before Breakfast, de Walter Lang - 1937: The Thirteenth Chair, de George B. Seitz - 1937: Big City, de Frank Borzage - 1937: The Good Old Soak, de J. Walter Ruben - 1937: Beg, Borrow or Steal, de Wilhelm Thiele - 1937: Between Two Women, de George B. Seitz - 1937: Rosalie, de W. S. Van Dyke - 1938: Woman Against Woman, de Robert B. Sinclair - 1938: Judge Hardy's Children, de George B. Seitz - 1938: Say It in French, de Andrew L. Stone - 1939: I Was a Convict, de Aubrey Scotto - 1939: The Story of Vernon and Irene Castle, de H. C. Potter - 1939: Career, de Leigh Jason | - 1939: Laugh It Off, de Albert S. Rogell - 1940: All This, and Heaven Too, de Anatole Litvak - 1940: The Gay Caballero, de Otto Brower - 1940: Slightly Honorable, de Tay Garnett - 1940: El signo del Zorro, de Rouben Mamoulian - 1940: Bitter Sweet, de W. S. Van Dyke - 1941: The Man Who Lost Himself, de Edward Ludwig - 1941: West Point Widow, de Robert Siodmak - 1941: The Parson of Paramint, de William C. McGann - 1941: Las tres noches de Eva, de Preston Sturges - 1941: A Very Young Lady, de Harold D. Schuster - 1942: Men of Texas, de Ray Enright - 1942: Hi, Neighbor, de Charles Lamont - 1942: Reap the Wild Wind, de Cecil B. DeMille - 1942: Mrs. Wiggs of the Cabbage Patch, de Ralph Murphy - 1942: Silver Queen, de Lloyd Bacon |

### Serie televisiva
- 1952: Lux Video Theatre, temporada 2, episodio 41 Garneau '83, de Fielder Cook